# Пожежник

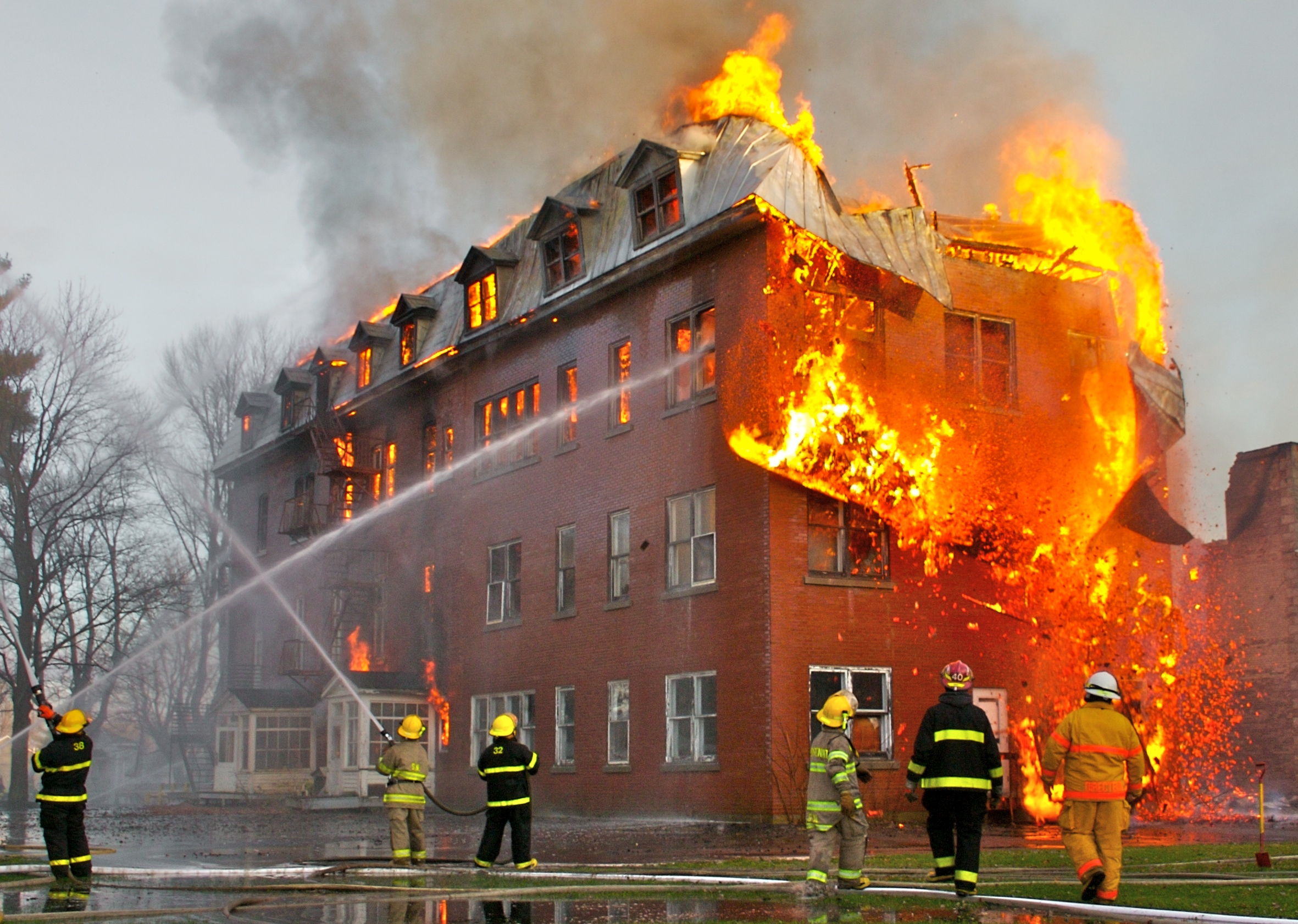
Робота пожежників.

Поже́жник (вогнебо́рець) — працівник пожежної охорони. Гасить пожежі, рятує і евакуює людей, а також запобігає подібним випадкам.
Пожежник повинен знати правила надання першої медичної допомоги, володіти міцною психікою, високою стресостійкістю.